# Mobilità (pubblico impiego)
La mobilità è un istituto del pubblico impiego italiano che può assumere differenti modalità di esplicazioni. Essa può essere individuale, di tipo volontario od obbligatorio, oppure collettiva, quest'ultima anch'essa obbligatoria e disciplinata nei modi di legge.
Disciplinata dal d.lgs. 165/2001 (Testo unico del Pubblico impiego), la mobilità individuale è stata di recente riformata dal decreto-legge 30 aprile 2022, n. 36 convertito con modifiche in legge Legge 29 giugno 2022, n. 79. Essa prevede che gli enti pubblici possano ricoprire posti vacanti nel proprio organico attraverso passaggi diretti di pubblici dipendenti, che ne facciano domanda, in servizio presso amministrazioni terze.